# Ingeborg Hochmair
Ingeborg J. Hochmair-Desoyer (1953) es una ingeniera electrónica austriaca egresada de la Universidad Tecnológica de Viena. Ella y su marido, el Prof. Erwin Hochmair, participaron en la creación del primer implante coclear microelectrónico multicanal del mundo. En 1980, junto con el Prof. Erwin Hochmair, fue cofundadora, CEO y Directora de Tecnología de MED-EL, la compañía de dispositivos médicos innovadores para el tratamiento de los distintos tipos y grados de hipoacusia. En 2013, tuvo el honor, al igual que otros dos científicos, de recibir el premio a la investigación clínica Lasker-DeBakey Clinical Medical Research Award por el desarrollo del primer implante coclear microelectrónico multicanal del mundo.

## Biografía
Nació en 1953 en Viena, Austria. Su madre fue física y su padre Decano de la Facultad de Ingeniería Mecánica de la Universidad Tecnológica de Viena. Su abuela fue una de las primeras ingenieras químicas de Austria.
Comenzó sus estudios de ingeniería eléctrica en la Universidad Tecnológica de Viena en el año 1971 y fue la primera mujer que obtuvo un doctorado (con honores) en 1979. El título de su tesis fue “Realización técnica y evaluación psicoacústica de un sistema para la estimulación multicanal crónica del nervio auditivo” (Technical realization and psychoacoustic evaluation of a system for multichannel chronic stimulation of the auditory nerve). De 1976 a 1986 trabajó como ayudante de Cátedra en el Instituto de Ingeniería Eléctrica y Electrónica General de la Universidad Tecnológica de Viena. También se desempeñó en el Instituto de Electrónica Aplicada a la Medicina de la Universidad de Stanford como profesora Adjunta Invitada en 1979. Junto con su marido, decidieron mudarse de Viena a Innsbruck en 1986, donde dio clases hasta 1999 (primero como ayudante de Cátedra y más tarde como profesora adjunta) en el Instituto de Electrónica y Física Aplicadas de la Universidad de Innsbruck. En 1998, obtuvo la habilitación o Venia Legendi (Univ. Doz.) en Ingeniería Biomédica en la Facultad de Ingeniería Eléctrica de la Universidad Tecnológica de Viena.
La idea de crear una empresa para desarrollar y fabricar implantes auditivos se hizo realidad a principios de los años ´80, cuando cofundó junto con su marido, Erwin Hochmair, la compañía de dispositivos médicos innovadores para el tratamiento de los distintos tipos y grados de hipoacusia MED-EL. En 1990 contrataron a los primeros empleados, lo que marcó los comienzos de la firma. Desde el año 2000, fundó y cofundó muchas empresas vinculadas al área de la pérdida de la audición y de los implantes auditivos.

## Investigación y trabajos sobre implantes auditivos
En 1975, Ingeborg y Erwin Hochmair iniciaron el desarrollo de los implantes cocleares en la Universidad Tecnológica de Viena con el objetivo general de permitir que el usuario no solo logre oír sonidos sino que también tuviera una comprensión del lenguaje. Juntos desarrollaron el primer implante coclear microelectrónico multicanal. Este implante incluía un electrodo largo y flexible que podía, por primera vez, enviar señales eléctricas al nervio auditivo a lo largo de gran parte de la cóclea, el oído interno con forma de caracol. Tenía "8 canales, una tasa de estimulación de 10.000 pulsos por segundo por canal, 8 fuentes independientes de corriente y un electrodo flexible que se podía insertar unos 22-25 mm dentro de la cóclea".
El primer dispositivo fue implantado por el Prof. Kurt Burian el 16 de diciembre de 1977 en Viena y el segundo implante en marzo de 1978. A pesar de que el primer paciente contara con un shunt temprano y el segundo paciente convivía con un cierto grado de tinnitus (zumbido), se pudo demostrar place pitch y el segundo paciente pudo diferenciar e identificar los canales de estimulación de manera confiable.
Con la versión mejorada de este dispositivo, que ofrecía una mayor transparencia de señal, en marzo de 1980 se logró el siguiente hito en el desarrollo de los implantes cocleares: la comprensión de palabras y oraciones sin necesidad de leer los labios en un entorno tranquilo a través de un pequeño procesador de sonido externo. A lo largo de varios años, se implantaron unos 500 dispositivos en niños y adultos. Gracias al muy bajo consumo de energía y al procesamiento externo del implante, en 1991 se diseñó el primer procesador retro-auricular del mundo para implantes cocleares. Se lo llamó COMFORT.
El siguiente gran paso fue el desarrollo de un implante coclear con una alta tasa de estimulación diseñado para implementar fielmente una nueva fórmula de codificación del lenguaje desarrollada por Blake Wilson (colaureado del Premio de Investigación Clínica Lasker-DeBakey de 2013). Desde 1994 en adelante, este dispositivo llevó a sus usuarios al siguiente nivel de eficacia sonora. Se convirtió en el primer dispositivo con el que la mayoría de los adultos sordos post-linguales logró más del 50% de comprensión de palabras monosilábicas dentro de los 6 meses posteriores a la colocación del dispositivo, como se demostró en un estudio clínico multicéntrico. Esto significó que la mayoría de los implantados ahora podía mantener conversaciones por teléfono sobre temas desconocidos con un interlocutor desconocido.
El cuidado por la cóclea y sus delicadas estructuras ha guiado la investigación y las actividades de desarrollo de Ingeborg Hochmair hacia una selección de electrodos altamente flexibles, que preservan las delicadas estructuras de la cóclea a pesar de su inserción profunda en la misma. En años recientes, Ingeborg Hochmair y Blake Wilson han colaborado en temas actuales tales como los beneficios del implante bilateral, la estimulación eléctrica y acústica combinada y los implantes cocleares para sorderas unilaterales.
En su calidad de CEO y Directora de Tecnología de MED-EL, Ingeborg Hochmair ha desarrollado muchos de los primeros productos y soluciones del mundo para satisfacer la demanda de pacientes y cirujanos de todo el planeta para un amplio espectro de indicaciones de pérdida de la audición. Encuentre aquí la lista de estas innovaciones.

## Publicaciones
Ingeborg Hochmair cuenta con más de 100 trabajos publicados en medios científicos en el campo de los implantes cocleares, dispositivos médicos, neuroprótesis, y tecnología de procesamiento del audio y el habla. Los siguientes se encuentran entre los más importantes:
- Primer IC moderno (o primer implante coclear microelectrónico multicanal): Implantado el 16 de diciembre de 1977 por K. Burian en Viena, este dispositivo contaba con las principales características de los IC modernos: circuito estimulador microelectrónico, circuitos CMOS de baja potencia, un cuerpo de silicona con múltiples contactos de electrodos, muchas fuentes de corriente (8) para conducir los contactos de los electrodos, electrodo diseñado para inserción en ventana redonda, alta tasa de estimulación (80.000 pulsos por segundo) / Desoyer I., Hochmair E.: Implantable eight-channel stimulator for the deaf [Estimulador implantable de ocho canales, para sordos], Proc. European Solid State Circuits Conf. (ESSCIRC) 77, Ulm, BRD, p. 87 – 89, septiembre de 1977/, /Hochmair E., Hochmair I. Verfahren zur elektrischen Stimulation des Hörnervs und Multikanal Hörprothese zur Durchführung des Verfahrens. Patentschrift DE 2823798, patente presentada en mayo de 1978/, / Hochmair-Desoyer I.J., Hochmair E.S., Burian K.: Four years of experience with cochlear prostheses [Cuatro años de experiencia con prótesis cocleares] (invitada), Med. Prog. Technol. 8, p. 107 – 119, 1981/

- Electrodo intracoclear flexible y muy blando: emplea cables en forma de onda, que aportan flexibilidad como también resistencia a la tracción / Hochmair I, Hochmair E. Sistema y método de multifrecuencia para mejorar la estimulación auditiva y similares. Patente estadounidense 4.284.856, presentada en septiembre de 1979, / Hochmair-Desoyer I.J., Hochmair E.S.: Design and fabrication of multi-wire scala tympani electrodes [Diseño y fabricación de electrodos multialámbricos para la escala timpánica], Annals of the New York Academy of Science, Vol. 405, pág. 173 – 182, 1983/, /Hochmair-Desoyer I. Technische Realisierung und psychoakustische Evaluation eines Systems zur chronischen Mehrkanalstimulation des Nervus acusticus. Disertación en la UT de Viena - 1981, ISBN 3-85369-491-8/

- Electrodo intracoclear para inserción profunda: al principio hasta 25 mm / Hochmair-Desoyer I.J., Hochmair E.S., Burian K.: Four years of experience with cochlear prostheses [Cuatro años de experiencia con prótesis cocleares] (invitada), Med. Prog. Technol. 8, pág. 107 – 119, 1981/, más tarde 31 mm; después, según profundidades individuales.

- La comprensión solamente auditiva del lenguaje puede lograrse cuando existe una buena capacidad de procesamiento centro-temporal / Hochmair-Desoyer I.J., Hochmair E.S., Stiglbrunner H.K.: Psychoacoustic temporal processing and speech understanding in cochlear implant patients, Cochlear Implant [Procesamiento psicoacústico temporal y comprensión del lenguaje en pacientes con implante coclear, Implante coclear], Ed.: R.A. Schindler and M.M. Merzenich, Raven Press, New York, pág. 291 – 304, 1985/.

- Primer procesador retroauricular para un IC - 1991 / Hochmair-Desoyer I.J., Zierhofer C., Hochmair E.S.: New hardware for analog and combined-analog-and-pulsatile sound-encoding strategies [Nuevas herramientas para las estrategias de codificación de sonidos analógicos y analógico-pulsátiles combinados]. Progress in Brain Research, Vol. 97, Elsevier Science Publishers, pág. 291–300, 1993/.

- The importance of the apical region of the cochlea for better hearing [La importancia de la región apical de la cóclea para oír mejor]: /Hochmair I. y col. (2003). Deep electrode insertion in Cochlear implants: Apical Morphology, electrodes and speech perception results [Inserción profunda de electrodos en implantes cocleares: morfología apical, electrodos y resultados de la percepción del lenguaje]. Acta Otolaryngol 123 (5), 612 – 617/.

- Combining hearing preservation, deep insertion and low frequency (pulse) stimulation to extend the range of electrically evoked hearing to low frequencies [Combinando la conservación auditiva, la inserción profunda y la estimulación de baja frecuencia (pulso) para ampliar el rango de audición evocada eléctricamente a bajas frecuencias] /Hochmair I, Nopp P, Jolly C, y col. MED-EL. Cochlear implants: State of the art and a glimpse into the future [Implantes cocleares: la vanguardia y una mirada al futuro]. Trends in Amplification 2006 Dec; 10(4):201-19/.

- La importancia de ser flexible / Hochmair I, The importance of being flexible [La importancia de ser flexible]. Nat Med 2013 Oct; 19 (10):1240-4

## Premios y distinciones
- 1980: Premio Leonardo da Vinci

- 1981: La Universidad Tecnológica de Viena le otorgó el Premio Holzer

- 1984: Premio Sandoz

- 1995: recibió el título de Mujer de Negocios V.C del Año como directora general de MED-EL

- 1996: Medalla Wilhelm Exner

- 2004: junto con su marido, Ingeborg Hochmair recibió el Doctorado Honorífico de Medicina de la Universidad Tecnológica de Múnich como "Pioneros de la tecnología para discapacitados auditivos" por desarrollar el primer implante coclear multicanal con tecnología híbrida.

- 2010: Doctorado Honorífico de la Universidad de Medicina de Innsbruck[3]

- 2013: Ingeborg Hochmair tuvo el honor de que se le otorgara el Premio Lasker-DeBakey Clinical Medical Research en investigación clínica junto a Graeme M. Clark y Blake S. Wilson por desarrollar el implante coclear microelectrónico multicanal, un dispositivo que otorga capacidad auditiva a personas con sordera profunda. Básicamente, el dispositivo recupera, por primera vez, un sentido humano mediante la intervención médica. Con este premio, Ingeborg Hochmair recibe el reconocimiento por sus tempranos aportes al campo de los implantes cocleares, a partir del desarrollo del primer implante coclear microelectrónico multicanal del mundo.

- 2014 Premio Ludwig Wittgenstein[4]

- 2015 Premio Russ de la National Academy of Engineering (con Erwin Hochmair)[5]

- 2015 Medalla Johann Joseph Ritter von Prechtl de la TU Viena[6]

- 2016 Premio Fundación Eduard Rhein (con Blake S. Wilson y Erwin Hochmair)